# North Beach (San Francisco)

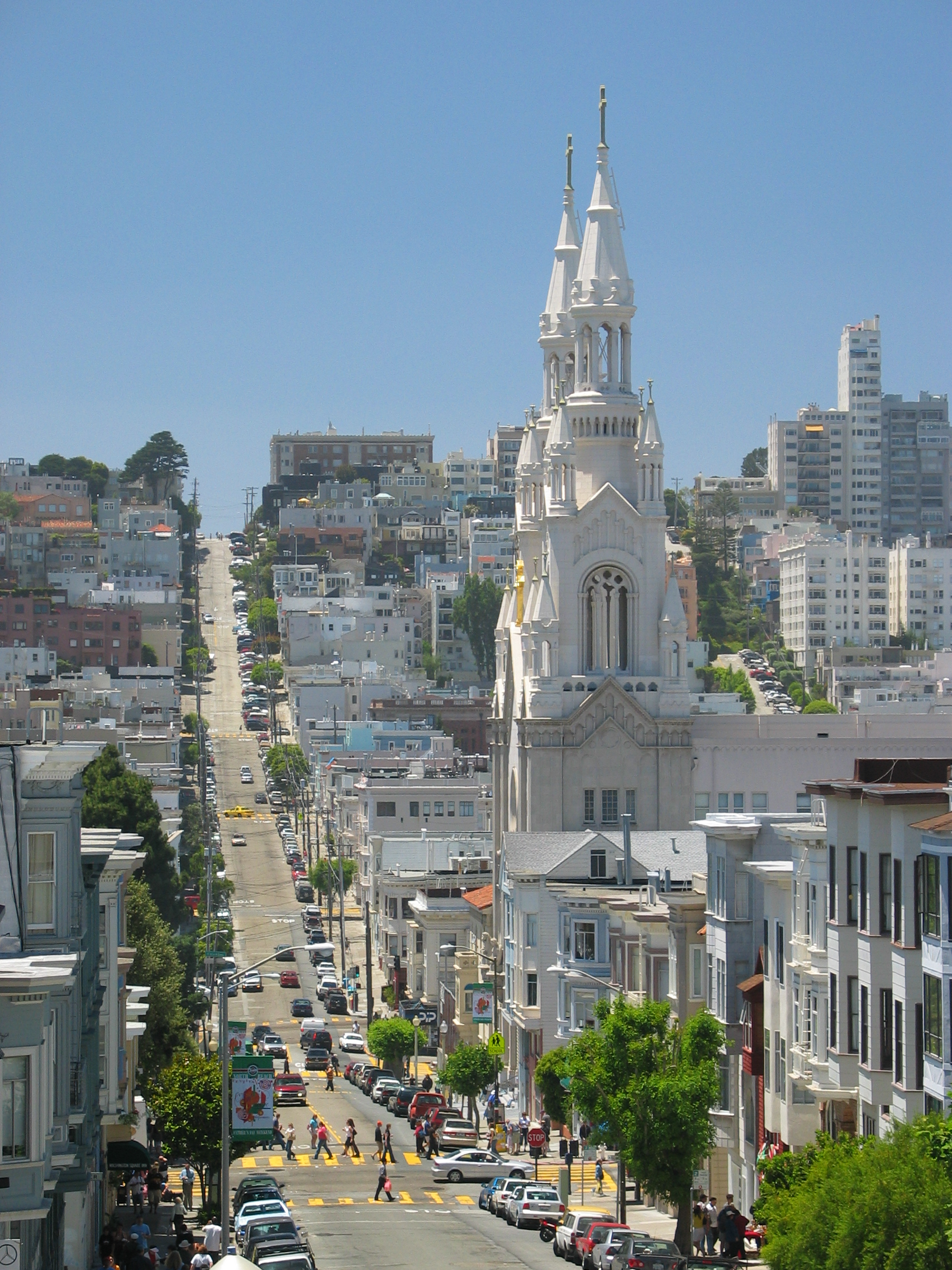
North Beach - Filbert Street, St. Peter and Paul Church

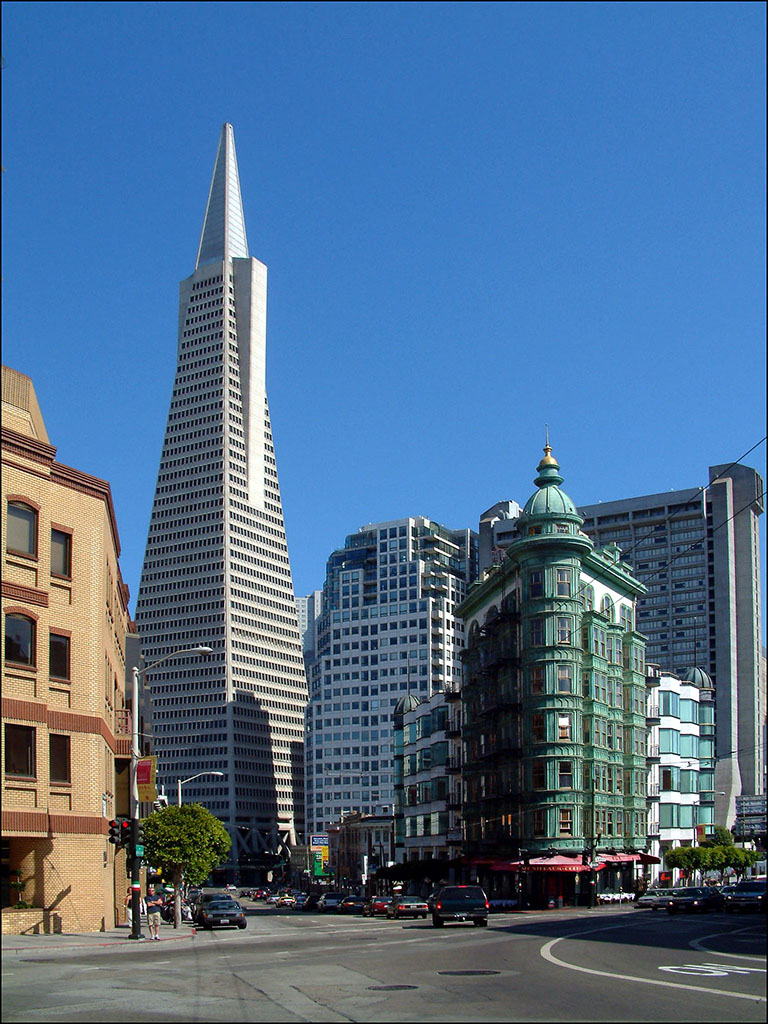
Scorcio da North Beach - Columbus Avenue

North Beach è uno storico e vivace quartiere di San Francisco in California.
È la Little Italy di San Francisco che, a differenza di quelle della East coast, ha una maggioranza di italiani provenienti dall'Italia del nord, del centro e delle isole.
È celebre per l'atmosfera beatnik che si respira passeggiando tra i caffè, le librerie e i locali notturni all'insegna del jazz, del blues e dell'opera.
Situato nei pressi del quartiere cinese, tra Columbus Avenue, Broadway, e Mason Street, North Beach lega indissolubilmente la sua fama alla Beat Generation e ai suoi capofila, quali Lawrence Ferlinghetti e Allen Ginsberg.
Centro propulsore delle idee, del pensiero, e della letteratura Beat è da considerarsi la popolare libreria City Lights, fondata dal poeta Ferlinghetti negli anni 50. Accanto al Bookstore, oltrepassato il Jack Kerouac Alley, il Café Vesuvio e il cafè Trieste rappresentano altri animati punti di riferimento dell'epoca Beat.
Dal punto di vista del culto religioso, la Chiesa dei Santi Pietro e Paolo, in Washington Square, rappresenta il luogo di congregazione della comunità italiana; insieme alla Coit Tower, le due guglie gemelle della Saints Peter and Paul Church simboleggiano, visibilmente, il quartiere di North Beach.
Nel quartiere ha vissuto in gioventù anche Joe Di Maggio che nella Saints Peter and Paul Church ha sposato Marilyn Monroe. 
Nel quartiere si trova infine il Museo ItaloAmericano.